# إسبان إفريقيون
إسبان أفريقيون (بالإسبانية: Africanismo español)‏ هي كلمة لها مشترك لفظي. بحيث أنها أشارت إلى ثلاثة مفاهيم أو ألقاب مختلفة تماما. 
التعريف الأول: هو لقب أطلق على مجموعة من الشخصيات الإسبانية خلال النصف الثاني من القرن 19 وبداية 20 لأسباب تاريخية وجيوسياسية. وهم الذين شجعوا وجود مملكة إسبانيا في المستعمرات الأفريقية خاصة بعد مؤتمر برلين 1884 والإمبريالية الجديدة بالرغم من أن إسبانيا كانت موجودة في أفريقيا منذ عدة قرون. خلال الثلث الأخير من القرن 19 أنتجت كمية ضخمة من المنشورات حول أفريقيا وارسلت العديد من البعثات الإستكشافية، من بينها المنشورات التي نظمها الجمعية الجغرافية الملكية الإسبانية. ناهيك أيضا المؤتمرات الأفريقية ذات النمط الاستعماري والاقتصادي المميز التي كتبت تفاصيلها في عدة مجلدات منذ 1894. وظهرت أفريقيا في المقام الأول بعد فقدان كوبا والفلبين وبورتوريكو وغوام وعدة جزر في سنة 1898 بسبب الحرب الإسبانية الأمريكية. سعى هؤلاء الأفريقيون للتعويض عن تلك الخسائر بتعزيز مستعمراتهم في أفريقيا.
أما التعريف الثاني: فقد أطلق على الجنود الذين خدموا في الجيش الاستعماري في محمية المغرب. بالرغم من أنها كلفت الجيش الكثير من القتلى إلا أن استمرار القتال مع قبائل الريف سمح للضباط الناجين من جعل حرفة العسكرية سريعة مع ترقيات جدارة الحرب (تمكن فرانسيسكو فرانكو من التمركز في المغرب وبالتالي تمكن من الوصول إلى منصب جنرال وهو بسن ال 33). هذا الوضع أثار الغيرة والحسد عند القيادات الأخرى، وتطورت في نفوسهم روح الطبقية. وكان العديد من قادة الجيش الذين ثاروا ضد الجمهورية الثانية قد صنعوا مسيرتهم المهنية في أفريقيا. وتجدد خلال حكم فرانكو الاهتمام بالمشروع الإسباني في أمريكا الإسبانية وكذلك التدخل للحفاظ على مستعمراتها في افريقيا. وأيضا التدخل الدبلوماسي واستئناف نشر الثقافة الإسبانية، وأدت في حالة أفريقيا إلى إنشاء معهد الدراسات الأفريقية ومجلة الدراسات الأفريقية، فضلا عن بعض الإنتاج الأكاديمي.
وأخيرًا فإن التعريف الثالث لمعجم الأكاديمية الملكية بأن الإسبان الأفارقة أو الأفريقيون هم «الأشخاص المكرسون لدراسة وتعزيز الأمور المتعلقة بأفريقيا». بهذا المعنى فإن الأفريقية تعني الدراسات حول أفريقيا، هذه في المقام الأول من قبل الباحثين ومراكز الدراسات الأفريقية لأوروبا وأمريكا خلال النصف الثاني من القرن العشرين، ولكن تزايد الأعداد في الوقت الحاضر فشمل العلماء الذين ولدوا في أفريقيا أو من أصول أفريقية أو المناطق الممزوجة بها، والتي تتوافق مع الأكاديمية الأنجلوسكسونية في فئات: دراسات أفريقية أودراسات سوداء أودراسات أفريقية أمريكية أودراسات الذكور السود أودراسات أفريقية إسبانية أودراسات أطلنطية أوسياسة أفريقية إلخ... وقد حدثت نقطة التحول في الستينيات والتي ظهرت فيها مساهمات جيمس صامويل كولمان حول التفرقة العنصرية وتعليم الأشخاص المنحدرين من أصل أفريقي في أمريكا.

## البداية
وكما كان الرواد الإسبان الأوائل المهتمين بشؤون أفريقيا أمثال دومينغو باديا المعروف باسم علي باي العباسي أول أوروبي وصل إلى مكة المكرمة. وفي سنة 1876 أسست في مدريد الجمعية الجغرافية الملكية الإسبانية. كانت تلك الجمعية القوة المروجة للمشاريع الكبرى على مر السنين، مثلما كان مانويل إرادير في غينيا الاستوائية وخواكين جاتيل (قايد إسماعيل) وخوسيه ماريا دي موجا مورو فيزكاينو في المغرب. وساهمت الجمعية بتأسيس الاتحاد الجغرافي الدولي في سنة 1922. وأيضا ساهمت في غيرها من المؤسسات الجغرافية والتجارية مثل جمعية برشلونة للجغرافيا التجارية، وشكلت تلكم الجمعيات ضمير ونشاط الإستعمار الإسباني الذي تركز في أفريقيا، خصوصا بعد خسارة المستعمرات الأمريكية. وانشئت في 1877 الجمعية الاسبانية لاستكشاف أفريقيا، وهي مؤسسة تابعة لجمعية استكشاف الكونغو التي أسسها في بروكسل ليوبولد الثاني ملك بلجيكا.

## العمل التوعوي
ظهرت في نهاية القرن التاسع عشر مطبوعات غزيرة عن ظروف العمل الاستعماري:
- التاريخ الجغرافي 1860.
- نشرة الجمعية الجغرافية بمدريد 1876.
- المجلة العامة للبحرية 1877.
- مجلة الجغرافيا التجارية والتاريخ البحري لإسبانيا 1885.
- الدقائق وذكريات المؤتمر إسبانيا الأول للأفريقيين 1894
- مجلة المستعمرات والجغرافيا التجارية 1897